# Vernonia krukovii
Vernonia krukovii là một loài thực vật có hoa trong họ Cúc. Loài này được (H. Rob.) D.J.N. Hind mô tả khoa học đầu tiên năm 2008.